# Руби (теленовела, 2020)
Руби (на испански: Rubí) е мексиканска теленовела от 2020 г., продуцирана от W Studios в сътрудничество с Lemon Studios за Телевиса. Версията, разработена от Леонардо Падрон, е базирана на едноименната романтична комикс история от Йоланда Варгас Дулче и е римейк на едноименната мексиканска теленовела от 2004 г., адаптирана от Химена Суарес и Вирхиния Кинтана. Това е третата теленовела от антологията Фабрика за мечти, която пресъздава големите мексикански теленовели, създадени между 80-те години на XX в. и първите години на XXI в.
В главните роли са Камила Соди, Хосе Рон, Родриго Гирао и Кимбърли дос Рамос, в поддържащите - Ела Велден, Таня Лисардо, Маркос Орнеяс, Лисардо, Мария Фернанда Гарсия, Енри Сака, Рубен Санс. Специално участие взема актрисата Майрин Вилянуева.

## Сюжет
Карла е млада журналистка, която убеждава Руби, мистериозна жена, която живее усамотено в своето имение, да разкаже историята на живота си и защо се е изолирала от външния свят по собствена воля. Именно там се разбира, че Руби е била амбициозна жена със скромен произход, решена да използва впечатляващата си красота и женски трикове, за да избяга от бедността, независимо дали е навредила на невинни хора, за да постигне своите цели.
Първа част
Руби е млада студентка, която притежава прекрасна физика и красиво лице, които използва, за да съблазни няколко мъже и да получи изгоди от тях. Но има един голям проблем - бедна е и живее в квартал. Това, което принуждава Руби да се превърне в амбициозна жена, е стремежът ѝ да се измъкне от бедността. От своя страна, най-добрата приятелка на Руби е Марибел де ла Фуенте, на която завижда, тъй като произхожда от милионерско семейство и притежава имение. В детските се години Марибел преживява инцидент, в който губи единия си крак, и оттогава използва протеза. Междувременно чрез приложение за онлайн срещи Марибел се запознава с Ектор Ферер Гарса, известен архитект в Мексико и Испания, с когото прекарва почти година в чата. Един ден Ектор пристига в Мексико, за да се срещне на живо с Марибел. Единственият проблем е, че Ектор не знае, че Марибел използва протеза. Руби се възползва от ситуацията. Решена е да съблазни Ектор, като го отнема от приятелката си, но не ѝ се получава планът, понеже случайно се запознава с Алехандро Карденас. Алехандро е кардиолог, който е най-добрият приятел на Ектор. След първата си среща, Марибел и Ектор решават, че Руби и Алехандро трябва да се опознаят по-добре. Руби се съгласява да се срещне с Алехандро, без да знае, че той не е милионер като Ектор. По време на първите срещи между четиримата приятели се случва нещо неочаквано - домът на Руби е опожарен и тя се премества в къща, която е много повече занемарена, отколкото предишната. Освен това, на Рефухио, майката на Руби, са открити сърдечни проблеми, но със съдействието на Алехандро тя е поставена под лекарско наблюдение. Желанието на Руби за измъкване от бедността нараства. Тя решава да прекрати връзката си с Алехандро и да отнеме гаджето на най-добрата си приятелка. Планът на Руби върви перфектно - в деня на сватбата между Марибел и Ектор, той и Руби бягат в Мадрид, Испания, където планират да започнат нов живот далеч от съжаленията и проблемите, които оставят в Мексико.
Втора част
Руби е Ектор са се установили в Испания. Руби решава да предложи брак на Ектор и той приема без да се замисля. Изглежда всичко помежду им върви добре. Докато един ден Алехандро пристига в Испания, придружен от новата си приятелка, Соня Аристамуньо. Двамата пристигат в Испания на лекарска конференция, на която са поканени, но това, което той не знае е, че събитието е организирано от Ектор и че е неминуема срещата му с Руби. Макар че има връзка от една година със Соня, любовта на Алехандро към Руби продължава. Забелязвайки отношенията им, Соня позволява на Алехандро и Руби да се видят, за да изяснят ситуацията. Двамата прекарват една романтична нощ. Това провокира Ектор да ревнува, тъй като не знае къде е съпругата му. Алехандро е развълнуван, тъй като си въобразява, че двамата с Руби ще се съберат - или поне така си мисли - затова той решава да се раздели със Соня. Но това, което Алехандро най-малко е очаквал, е, че Руби отново ще го измами. Оттук започват изпитанията пред Руби - след посещението на Алехандро в Испания, Ектор става агресивен и обсебващ. По време на събитие Руби се запознава с Лукас Фуентес Моран, известен дизайнер на дамско облекло, и вторият мъж, който ще влезе в списъка на Руби. Лукас е възхитен от красотата на младата жена, която знае, че той се е влюбил в нея. Руби решава да го използва, за да се отърве от Ектор и да стане известен модел. След скандал между нея и Ектор, той ѝ забранява да напуска къщата сама. Лукас ѝ помага да избяга от дома си и двамата заминават за Мексико. Всичко изглежда добре, докато скоро се появяват нови проблеми. Руби се запознава с Кайетано Гомес, гаджето на сестра ѝ Кристина. Тя решава да направи живота му невъзможен, защото не приема сестра ѝ да излиза с обикновен шофьор. Руби решава да говори с един престъпник, който да нападне имението на Марибел, а след това да препише вината на Кайетано. Планът се получава - Кайетано е изпратен в затвора, а майката на Руби умира, след като двете спорят. Проблемите за Руби не стихват - Лукас решава да я използва като вещ с цел печалба. Връзката на Руби и Алехандро се затвържава и той решава да ѝ предложи брак, тогава научава, че тя е бременна. След като разбира за намеренията на Алехандро, Руби решава отново да го измами. Двамата правят секс и всичко се заснема. Руби изпраща видеото на Соня, която напуска Мексико и изчезва от живота на Алехандро.
Трета част
По време на събитие, организирано от Лукас, Руби се запознава с Едуардо, принца на Испания, този мъж се превръща в третата жертва на Руби, тъй като младият монах е възхитен от нейната красота. Но връзката ѝ с Лукас и бракът ѝ с Ектор са пречки пред нея, тъй като не може да започне нова авантюра с Едуардо. След като го напуска, Ектор губи разсъдъка си и решава да се самоубие, оставяйки Руби без наследство и лоша репутация, известна вече в Мексико с прякора си „мъжемелачка и безсрамница“. Руби заминава за Испания с Едуардо, но кралските особи не я приемат заради порочното ѝ минало. Уморена да бъде унижавана и потъпквана от испанските благородници, Руби решава да се върне в Мексико, вярвайки, че може да разчита на наследството от Ектор. Всички мразят младата жена с изключение на Борис, иконома и шофьора на Лукас, който я цени високо. След като е уволнен от работодателя си, Борис решава да започне работа при Руби, без да поставя условия за заплащане. Междувременно животът на Алехандро коренно се променя, отношенията между него и Марибел се променят - двамата не приличат на просто приятели. Обзета от гняв, Руби решава да приложи няколко трика, чрез които Алехандро да се върне при нея.

## Актьори
- Камила Соди - Руби Перес Очоа
- Хосе Рон - Алехандро Карденас
- Родриго Гирао - Ектор Ферер Гарса
- Кимбърли дос Рамос - Марибел де ла Фуенте
- Ела Велден - Карла Ранхел / Фернанда Перес Очоа
  - Валери Саис - Фернанда (дете)
- Таня Лисардо - Кристина Перес Очоа
- Маркос Орнеяс - Лукас Фуентес Моран
- Лисардо - Артуро де ла Фуенте
- Алехандра Еспиноса - Соня Аристимуньо
- Мария Фернанда Гарсия - Роса Ортис де ла Фуенте
- Енри Сака - Борис
- Рубен Санс - Едуардо
- Алфредо Гатика - Лорето Мата
- Джузепе Гамба - Наполеон
- Антонио Форте - Кайетано Гомес
- Паола Тойос - Кека Гаярдо
- Майрин Вилянуева - Рефухио Очоа вдовица де Перес
- Херардо Мургия - Д-р Мендиета
- Хуан Солер - Дон Ектор Ферер
- Крис Паскал - Гатийо

## Премиера
Премиерата на Руби в САЩ е на 21 януари 2020 г. по Унивисион. Излъчването в Мексико започва на 15 юни 2020 г. по Las Estrellas.

## Продукция
Записите на Руби започват на 20 юли 2019 г. и приключват през октомври 2019 г.

## Критика
Сайтът lahoradelanovela.com дава оценка 5/10, аргументирайки се в рецензията си: „Новата Руби ни предлага много по-малко от мелодрамата, която очаквахме. Тук липсва интелигентен манипулатор, способен да обгърне всички (и също да защитава позицията си) с диалозите си. Това, което имаме, е вулгарна кариеристка, която спи с всеки, когото смята, че може да я измъкне от бедността.“
Критикът Алваро Куевас пише в мексиканския вестник Milenio: „Тази Руби е толкова вредна, колкото и най-лошата нарконовела, защото не се нуждаете от докторска степен, за да видите и разберете, че насърчава, наред с много други опасни ситуации, домашното насилие и омразата към хората с увреждания.“

## Награди и номинации
TV Adicto Golden Awards 2020
| Категория         | Номинация        | Резултат |
| ----------------- | ---------------- | -------- |
| Най-добри локации | Карлос Бардасано | Печели   |

## Версии
По оригиналната история Руби (1963), написана от Йоланда Варгас Дулче и илюстрана от Антонио Гутиерес за списание Lágrimas, risas y amor, са създадени следните версии:
- Rubí (1968), мексиканска теленовела, продуцирана от Валентин Пимстейн за Телевиса, с участието на Фани Кано.
- Rubí (1970), мексикански игрален филм, режисиран и адаптиран от Карлос Енрике Табоада, с участието на Иран Еори.
- Руби (2004), мексиканска теленовела, адаптирана от Химена Суарес и Вирхиния Кинтана и продуцирана от Хосе Алберто Кастро за Телевиса, с участието на Барбара Мори.
- Rubí (2010), филипинска теленовела, продуцирана от ABS-CBN, с участието на Анхелика Панганибан.